# Dolní Sokolovec
Dolní Sokolovec település Csehországban, a Havlíčkův Brod-i járásban. Dolní Sokolovec Bezděkov, Libice nad Doubravou és Chotěboř településekkel határos. Lakosainak száma 81 fő (2024. január 1.).

## Népesség
A település lakosságának változását az alábbi diagram mutatja:
| Lakosok száma | 259  | 246  | 240  | 169  | 109  | 92   | 77   | 88   | 87   | 81   |
|               | 1869 | 1890 | 1921 | 1950 | 1980 | 2001 | 2017 | 2019 | 2022 | 2024 |